# Licaria caribaea
Licaria caribaea là loài thực vật có hoa trong họ Nguyệt quế. Loài này được Gómez-Laur. & Cascante miêu tả khoa học đầu tiên năm 1999.